# Steatomys opimus
Steatomys opimus là một loài động vật có vú trong họ Nesomyidae, bộ Gặm nhấm. Loài này được Pousargues mô tả năm 1894.